# Anita Roddick
Dame Anita Lucia Roddick, DBE, (* 23. Oktober 1942 in Littlehampton, Sussex, England als Anita Lucia Perilli; † 10. September 2007 in Chichester, Sussex, England) war die Gründerin und langjährige Lenkerin von The Body Shop, des größten englischen Kosmetikhandelsunternehmens, das im Jahre ihres Todes mit 2085 Filialen in 54 Ländern vertreten war und im Jahr 2010 über 2800 Filialen in 65 Ländern umfasste.

## Leben
Anita Roddick wuchs als Tochter italienischer Einwanderer im südenglischen Küstenstädtchen Littlehampton auf, wo ihre Eltern ein Café führten. Nach dem Lehramtstudium unternahm sie als Hippie ausgedehnte Reisen nach Tahiti, Australien, Madagaskar, Polynesien, Mauritius, Südafrika. Sie lebte im Kibbuz, arbeitete in der Abteilung Frauenrechte bei den Vereinten Nationen (UN) und auch als Lehrerin.
1970 heiratete sie Gordon Roddick, nachdem sie zusammen ein Hotel und ein Restaurant eröffnet hatten. 1976 gründete Roddick in Brighton den ersten Body Shop mit einer Reihe von Kosmetikprodukten, die ausschließlich aus natürlichen Bestandteilen und ohne Tierversuche hergestellt sowie umweltfreundlich verpackt wurden. Sie gilt als Pionierin des ethischen Einzelhandels.
The Body Shop zog viele umweltbewusste Kunden an. Das Unternehmen breitete sich in ganz Europa aus. 1984 wurde The Body Shop zum börsennotierten Unternehmen, was von ihren Anhängern kritisiert wurde. Heute ist The Body Shop eine weltweite Handelskette mit mehr als 2800 Läden in 65 Ländern.
Roddick nutzte ihren unternehmerischen Ruf und ihr weitverzweigtes Filialennetz zur Unterstützung sozialer und Umweltschutzprojekte (Caring capitalism). Sie setzte sich für Tier- und Menschenrechte und auch für den fairen Handel mit der Dritten Welt ein. Ihre Bereitschaft, anders zu sein und alles anders zu machen, machte sie zu einem Vorbild für Existenzgründerinnen.
Nachdem Anita Roddick rumänische Waisenhäuser besucht hatte, gründete sie 1990 die Wohltätigkeitsorganisation Children on the Edge, welche benachteiligte Kinder im Osten Europas und in Asien unterstützt.
Im Jahr 1998 verließ Roddick die Chefposition, vier Jahre später gaben sie und ihr Mann ihre Posten als Co-Vorsitzende ab, fungierten jedoch noch beratend. 2006 wurde die von ihr gegründete Kosmetikkette für 944 Millionen Euro vom französischen Kosmetikriesen L’Oréal gekauft, was erneut zu Irritationen ihrer Klientel führte. Anita Roddick wurde mehrfach mit Preisen und Anerkennungen ausgezeichnet, u. a. wurde ihr 2003 der Titel Dame of the British Empire verliehen.
Roddicks Engagement gegen Tierversuche und für die Tiere hat ihr Hochachtung seitens der internationalen Tierrechtsorganisation PETA eingebracht.
Sie starb am 10. September 2007 an einer Gehirnblutung im St Richard’s Hospital in Chichester im Beisein ihres Mannes Gordon und ihrer Töchter Sam und Justine.

## Filme
- Mit langem Atem. Dokumentation, Deutschland, 45 Min., Regie: Meike Hemschemeier und Thomas Weidenbach, Produktion: WDR, Erstsendung: 23. September 2008[3]
- Wie wird man Milliardär? Anita Roddick – Mrs. Body Shop. Fernseh-Dokumentation, Deutschland, 2004, Regie: Thomas Weidenbach, Produktion: hr[4]